# Feliks Jusupov
Fyrst Feliks Feliksovitj Jusupov, grev Sumarokov-Elston (russisk: Князь Фéликс Фéликсович Юсýпов, граф Сумароков-Эльстон; tr. Knjaz' Féliks Féliksovich Jusúpov, Graf Sumarókov-El'ston) (23. marts 1887 i Sankt Petersborg, Rusland – 27. september 1967 i Paris, Frankrig) var en russisk adelsmand fra slægten Jusupov. Jusupov var den andenfødte søn til den formuende russiske fyrstinde Sinaida Jusupova og hendes mand greve Elston-Sumarokov, en familie med flere paladser i Sankt Petersborg og Moskva. I 1914 giftede han sig med tsar Nikolaj 2.'s kusine, prinsesse Irina Aleksandrovna af Rusland.
Han er bedst kendt for at deltage i mordet på Grigorij Rasputin i 1916.